# Llibreria Alibri
La llibreria Alibri, abans llibreria Herder, està situada al carrer de Balmes, 26 de Barcelona, molt a prop de l'edifici històric de la Universitat de Barcelona.

## Història
Va ser fundada l'any 1925, per una iniciativa de Verlag Herder de Friburg de Brisgòvia (Alemanya).
Després de ser expropiada durant la Guerra Civil, el seu antic gerent, Antonio Valtl, la va comprar en una subhasta pública i es va ubicar al número 26 del carrer de Balmes, on ha estat fins ara. L'any 1941, la Universitat de Barcelona li atorgà el títol de Llibreria Universitària com a reconeixement a la qualitat del seu fons editorial i al servei que oferia al món de la docència i la cultura.
El 1999, el negoci llibreter es va desvincular de l'editorial i va canviar el nom pel d'Alibri. L'octubre del 2022, la família propietària va anunciar que tancaria la llibreria el 3 de desembre. Amb tot, gràcies a l'adquisició per l'empresa de subscripció literària Bookish (creada el 2017 a Barcelona) es va poder evitar el tancament.